# Francisco Gento

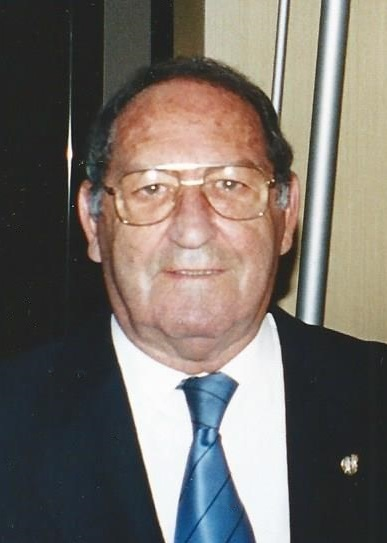
Francisco Gento, 2005

Francisco „Paco“ Gento López (* 21. Oktober 1933 in Guarnizo, El Astillero, Kantabrien; † 18. Januar 2022 in Madrid) war ein spanischer Fußballspieler. Der linke Außenstürmer Gento gehörte zu den herausragenden Akteuren in der großen Zeit von Real Madrid Ende der 1950er/Anfang der 1960er Jahre. Er war vor allem für seine Schnelligkeit bekannt. Gento ist seit 1966 Rekordgewinner der UEFA Champions League (damals Europapokal der Landesmeister). Sechs Mal holte er mit Real Madrid den Titel. 2016 wurde Gento zum Ehrenpräsident des spanischen Rekordmeisters ernannt.

## Vereinskarriere
Die Galerna del Cantábrico, der „kantabrische Sturmwind“, wie er genannt wurde, begann seine Profikarriere 1952 bei Racing Santander. Schließlich wurden die Talentsucher von Real Madrid auf den Spieler aufmerksam und verpflichteten 1953 den Mann aus der „Provinz“ für die „Königlichen“. Ab der Saison 1954 hatte sich Gento einen Stammplatz im Team erkämpft und holte 1954 und 1955 seine ersten beiden Meisterschaften. In den folgenden Jahren eilte er mit Madrid von Erfolg zu Erfolg und gewann 1956 den Europapokal der Landesmeister. Die Mannschaft um Alfredo Di Stéfano, Ferenc Puskás und eben Gento gewann auch in den nächsten vier Jahren die bedeutendste Trophäe im europäischen Vereinsfußball. Am 18. Mai 1960 gelang dem königlichen Club vor 127.000 Zuschauern im Glasgower Hampden Park der fünfte Europacup-Triumph in Folge. Gegner Eintracht Frankfurt wurde mit 7:3 geschlagen.
Die geniale Angriffsreihe Di Stéfano-Puskas-Gento schien unaufhaltsam und narrte jede Abwehrformation durch unberechenbare Dribblings. Im Gegensatz zu den meisten Außenstürmern verfügte Gento über einen harten Schuss, sodass er mitunter häufiger als Torschütze denn als Flankengeber von sich reden machte. Nach weiteren fünf spanischen Titeln in Serie (1961 bis 1965), dem Pokalgewinn 1962 und zwei Niederlagen im Landesmeister-Cupfinale (1962 und 1964) konnte Gento als Kapitän 1966 die Trophäe wieder in Empfang nehmen. Seine sechs Siege im Europapokal der Landesmeister sind bis heute unerreicht. Für Gento, wie für Real war es vorerst der letzte Titel in diesem Wettbewerb, das Zeitalter des „weißen Balletts“ schien nun endgültig vorüber zu sein. Bis 1971 blieb Gento noch bei Real Madrid. In insgesamt 511 Spielen erzielte er 150 Tore für seine Mannschaft. Nach seiner aktiven Karriere wirkte er in der Nachwuchsabteilung. Bis zu seinem Tod lebte er nur wenige Meter vom Bernabéu-Stadion entfernt.
Gento stand acht Mal im Finale des Europapokals der Landesmeister (Rekord zusammen mit Paolo Maldini (CL)) und ein Mal im Finale des Europapokals der Pokalsieger, womit er alleiniger Rekordhalter bei Teilnahmen an europäischen Vereinswettbewerben ist.

## Karriere im Nationalteam
Mit der spanischen Nationalmannschaft konnte er nicht an die Erfolge, die er mit Real Madrid errang, anschließen. Bei der Weltmeisterschaft 1962 in Chile schied Spanien als Gruppenletzter schon in der Vorrunde aus. 1964 gewann er mit der spanischen Nationalmannschaft die EM 1964, wo er im Rückspiel des Achtelfinales das entscheidende Tor in der 66. Minute zum 1:0 gegen Nordirland schoss, nachdem im Hinspiel nach einem 1:1 kein Sieger hatte ausgemacht werden können. Da das Achtelfinale noch zur Qualifikation zählte und Gento im weiteren Verlauf des Turniers nicht mehr im Kader stand, wurde ihm der Titel des Europameisters nicht zuerkannt. Bei der Weltmeisterschaft 1966 in England blieb die Mannschaft, mit Gento als Kapitän, hinter den Erwartungen zurück und wurde nur Gruppendritter. Sein letztes Länderspiel absolvierte er 1969 bei einem klaren 6:0 über Finnland. Insgesamt absolvierte er 43 Länderspiele und schoss fünf Tore.

## Erfolge
- Sieger des Europapokals der Landesmeister (6): 1956, 1957, 1958, 1959, 1960, 1966
- Spanischer Meister (12): 1954, 1955, 1957, 1958, 1961, 1962, 1963, 1964, 1965, 1967, 1968, 1969
- Spanischer Pokalsieger (2): 1962, 1970
- Weltpokalsieger: 1960